# The Quarrymen
The Quarrymen var et band, som John Lennon startede sammen med en flok skolekammerater i maj 1956, og som senere udviklede sig til The Beatles i 1960.
Gruppen spillede skifflemusik, men lige så hurtigt som skiffle blev moderne, lige så hurtigt forfaldt den ide. De slog sig så senere på Rock N'Roll. Gruppe medlemmer faldt fra, og nye kom til. De fandt på navnet The QuarryMen, fordi den skole de alle gik på hed Quarrybank. I oktober 1957 kom Paul McCartney, med og senere kom George Harrison også med. Flere droppede ud af bandet og så skiftede Paul, Stuart, John & George navnet og i 1960 kom The Beatles til verden; i 1962 kom Ringo Starr med.

## Diskografi
Studiealbum
- Open for Engagements (1994) (Kewbank Records KBCD111) (John 'Duff' Lowe & Rod Davis)
- Get Back – Together (1997) (Q Records QMCD 7011) (Eric Griffiths, Len Garry, Rod Davis, Pete Shotton & Colin Hanton)
- Songs We Remember (2004) (BMG Augusta Records	AUCK15001) (Eric Griffiths, Len Garry, Rod Davis & Colin Hanton)
- Grey Album (2012) (Generate Records 885767482517) (Len Garry, Rod Davis & Colin Hanton)

Livealbum
- Live At The Halfmoon Pub Putney (2005) (Not On Label) (Colin Hanton, Len Garry, Rod Davis & John 'Duff' Lowe)

DVD
- The Band That Started The Beatles (2009) (Star-Club Records GRDVD091) (Len Garry, Rod Davis & Colin Hanton)

Andre indspilninger
- "That'll Be the Day" and "In Spite of All the Danger" (begge indspillet i 1958) er tilgængelig på Beatles' album Anthology 1 (1995).
- A number of home rehearsals featuring Lennon, McCartney, and Sutcliffe were recorded in early 1960. Three of these were released on Anthology 1, while others have appeared on various bootlegs.
- A 2000 recording of "Come Go With Me" was featured in the film Two of Us.